# 绒毛石韦
绒毛石韦（学名：Pyrrosia subfurfuracea）为水龙骨科石韦属下的一个种。

## 扩展阅读
維基物種上的相關：绒毛石韦